# Японский краб
Япо́нский краб (лат. Charybdis japonica) — вид крабов из семейства крабов-плавунцов.

## Распространение
Встречается в Восточно-Китайском, Жёлтом и Японском морях от Гонконга до залива Петра Великого, у берегов Японии от островов Окинава и Кюсю до западного Сагами. Вид отмечен также у Гавайских островов. Залив Петра Великого (Японское море) — северная граница ареала и единственное место находок вида в морях России.
Стал инвазивным видом в Новой Зеландии и Адриатическом море.

## Описание
Длина карапакса самцов до 62 мм, ширина до 89 мм (у самок до 96 мм). Карапакс поперечно-овальной формы с выпуклой поверхностью, имеет посередине несколько коротких поперечно ориентированных гребней. Лобный край карапакса имеет шест треугольных зубцов (без учёта внутреннего орбитального зубца). Передне-боковой край карапакса также имеет шесть острых зубцов. Клешненосные ноги сильные. Передний край четвертого членика имеет три мощных острых зубца. Верхний край ладони с двумя парами зубцов и одним зубцом в проксимальной части. У самцов пальцы клешни длинные с изогнутыми, перекрещивающимися при смыкании концами, а у самок же они значительно короче и толще. Ходильные ноги короткие, их три первых пары одинакового строения: шестой и седьмой членики сплющены, опушены волосками по краям. Седьмой членик имеет вид овальной пластинки с опушенными краями и центральной утолщенной жилкой, выступающей за край пластинки в виде шипа.

## Биология
Встречается на песчаных, илистых и каменистых грунтах, обычно среди зарослей водорослей. Обитает при глубине 2-25 м. Нерест, по-видимому, происходит в середине лета.